# Cerveza Club Colombia Open 2000 - Qualificazioni singolare
Le qualificazioni del singolare  del Cerveza Club Colombia Open 2000 sono state un torneo di tennis preliminare per accedere alla fase finale della manifestazione. I vincitori dell'ultimo turno sono entrati di diritto nel tabellone principale. In caso di ritiro di uno o più giocatori aventi diritto a questi sono subentrati i lucky loser, ossia i giocatori che hanno perso nell'ultimo turno ma che avevano una classifica più alta rispetto agli altri partecipanti che avevano comunque perso nel turno finale.
Le qualificazioni del torneo Cerveza Club Colombia Open 2000 prevedevano 31 partecipanti di cui 4 sono entrati nel tabellone principale.

## Teste di serie
1. Gastón Etlis (Qualificato)
2. Emilio Benfele Álvarez (ultimo turno)
3. Juan-Albert Viloca-Puig (primo turno)
4. Joan Balcells (Qualificato)

1. Harel Levy (ultimo turno)
2. Sebastián Prieto (Qualificato)
3. Luis Horna (secondo turno)
4. Martin Spottl (ultimo turno)

## Qualificati
1. Gastón Etlis
2. Mauricio Hadad

1. Sebastián Prieto
2. Joan Balcells

## Tabellone

### Legenda
| - Q = Qualificato - WC = Wild card - LL = Lucky loser | - ALT = Alternate - SE = Special Exempt - PR = Protected Ranking | - w/o = Walkover - r = Ritirato - d = Squalificato |

### Sezione 1
|  | Primo turno              | Primo turno              | Primo turno              | Primo turno | Primo turno |  |  | Secondo turno | Secondo turno         | Secondo turno         | Secondo turno | Secondo turno |   |   | Ultimo turno | Ultimo turno | Ultimo turno | Ultimo turno | Ultimo turno |  |
|  |                          |                          |                          |             |             |  |  |               |                       |                       |               |               |   |   |              |              |              |              |              |  |
|  |                          |                          |                          |             |             |  |  |               |                       |                       |               |               |   |   |              |              |              |              |              |  |
|  |                          |                          |                          |             |             |  |  | 1             | Gastón Etlis          | Gastón Etlis          | 6             | 6             |   |   |              |              |              |              |              |  |
|  | Pablo Albano             | Pablo Albano             | Pablo Albano             | 6           | 6           |  |  |               | Pablo Albano          | Pablo Albano          | 4             | 2             |   |   |              |              |              |              |              |  |
|  | Antonio Baldellou-Esteva | Antonio Baldellou-Esteva | Antonio Baldellou-Esteva | 3           | 4           |  |  |               |                       |                       |               |               |   |   | 1            | Gastón Etlis | Gastón Etlis | 6            | 6            |  |
|  | Juan Ignacio Carrasco    | Juan Ignacio Carrasco    | Juan Ignacio Carrasco    | 6           | 0           |  |  |               |                       | 8                     | Martin Spottl | Martin Spottl | 4 | 2 |              |              |              |              |              |  |
|  | Francisco Montana        | Francisco Montana        | Francisco Montana        | 4           | 1r          |  |  |               | Juan Ignacio Carrasco | Juan Ignacio Carrasco | 6             | 3             |   |   |              |              |              |              |              |  |
|  | 8                        | Martin Spottl            | Martin Spottl            | 6           | 6           |  |  | 8             | Martin Spottl         | Martin Spottl         | 7             | 6             |   |   |              |              |              |              |              |  |
|  |                          | Nicolás Todero           | Nicolás Todero           | 4           | 4           |  |  |               |                       |                       |               |               |   |   |              |              |              |              |              |  |

### Sezione 2
|  | Primo turno         | Primo turno            | Primo turno            | Primo turno | Primo turno |  |  | Secondo turno | Secondo turno          | Secondo turno  | Secondo turno  | Secondo turno  |   |   | Ultimo turno | Ultimo turno           | Ultimo turno           | Ultimo turno | Ultimo turno |  |
|  |                     |                        |                        |             |             |  |  |               |                        |                |                |                |   |   |              |                        |                        |              |              |  |
|  | 2                   | Emilio Benfele Álvarez | Emilio Benfele Álvarez | 6           | 6           |  |  |               |                        |                |                |                |   |   |              |                        |                        |              |              |  |
|  |                     | Diego del Río          | Diego del Río          | 3           | 1           |  |  | 2             | Emilio Benfele Álvarez | 7              | 0              | 6              |   |   |              |                        |                        |              |              |  |
|  | Alejandro Hernández | Alejandro Hernández    | Alejandro Hernández    | 7           | 6           |  |  |               | Alejandro Hernández    | 5              | 6              | 1              |   |   |              |                        |                        |              |              |  |
|  | Jairo Velasco, Jr.  | Jairo Velasco, Jr.     | Jairo Velasco, Jr.     | 68          | 4           |  |  |               |                        |                |                |                |   |   | 2            | Emilio Benfele Álvarez | Emilio Benfele Álvarez | 2            | 2            |  |
|  | Mauricio Hadad      | Mauricio Hadad         | Mauricio Hadad         | 6           | 6           |  |  |               |                        |                | Mauricio Hadad | Mauricio Hadad | 6 | 6 |              |                        |                        |              |              |  |
|  | Vasilīs Mazarakīs   | Vasilīs Mazarakīs      | Vasilīs Mazarakīs      | 4           | 3           |  |  |               | Mauricio Hadad         | Mauricio Hadad | 6              | 6              |   |   |              |                        |                        |              |              |  |
|  | 7                   | Luis Horna             | Luis Horna             | 6           | 6           |  |  | 7             | Luis Horna             | Luis Horna     | 4              | 0              |   |   |              |                        |                        |              |              |  |
|  |                     | Joan Jimenez-Guerra    | Joan Jimenez-Guerra    | 4           | 4           |  |  |               |                        |                |                |                |   |   |              |                        |                        |              |              |  |

### Sezione 3
|  | Primo turno          | Primo turno             | Primo turno          | Primo turno | Primo turno |  |  | Secondo turno    | Secondo turno    | Secondo turno | Secondo turno    | Secondo turno    |   |   | Ultimo turno | Ultimo turno     | Ultimo turno     | Ultimo turno | Ultimo turno |  |
|  |                      |                         |                      |             |             |  |  |                  |                  |               |                  |                  |   |   |              |                  |                  |              |              |  |
|  |                      | Mark Merklein           | 7                    | 4           | 7           |  |  |                  |                  |               |                  |                  |   |   |              |                  |                  |              |              |  |
|  | 3                    | Juan-Albert Viloca-Puig | 69                   | 6           | 5           |  |  | Mark Merklein    | Mark Merklein    | 62            | 6                | 63               |   |   |              |                  |                  |              |              |  |
|  | Ricardo Montanez     | Ricardo Montanez        | Ricardo Montanez     | 6           | 6           |  |  | Ricardo Montanez | Ricardo Montanez | 7             | 1                | 7                |   |   |              |                  |                  |              |              |  |
|  | Luis-Arturo Gonzalez | Luis-Arturo Gonzalez    | Luis-Arturo Gonzalez | 1           | 0           |  |  |                  |                  |               |                  |                  |   |   |              | Ricardo Montanez | Ricardo Montanez | 2            | 3            |  |
|  | Diego Veronelli      | Diego Veronelli         | Diego Veronelli      | 6           | 6           |  |  |                  |                  | 6             | Sebastián Prieto | Sebastián Prieto | 6 | 6 |              |                  |                  |              |              |  |
|  | Cristiano Testa      | Cristiano Testa         | Cristiano Testa      | 1           | 1           |  |  |                  | Diego Veronelli  | 68            | 6                | 1                |   |   |              |                  |                  |              |              |  |
|  | 6                    | Sebastián Prieto        | Sebastián Prieto     | 6           | 6           |  |  | 6                | Sebastián Prieto | 7             | 3                | 6                |   |   |              |                  |                  |              |              |  |
|  |                      | Eyal Ran                | Eyal Ran             | 4           | 2           |  |  |                  |                  |               |                  |                  |   |   |              |                  |                  |              |              |  |

### Sezione 4
|  | Primo turno      | Primo turno      | Primo turno      | Primo turno | Primo turno |  |  | Secondo turno | Secondo turno    | Secondo turno    | Secondo turno | Secondo turno |   |    | Ultimo turno | Ultimo turno  | Ultimo turno | Ultimo turno | Ultimo turno |  |
|  |                  |                  |                  |             |             |  |  |               |                  |                  |               |               |   |    |              |               |              |              |              |  |
|  | 4                | Joan Balcells    | Joan Balcells    | 6           | 6           |  |  |               |                  |                  |               |               |   |    |              |               |              |              |              |  |
|  |                  | Dušan Vemić      | Dušan Vemić      | 4           | 2           |  |  | 4             | Joan Balcells    | Joan Balcells    | 6             | 6             |   |    |              |               |              |              |              |  |
|  | Michael Quintero | Michael Quintero | Michael Quintero | 6           | 6           |  |  |               | Michael Quintero | Michael Quintero | 1             | 3             |   |    |              |               |              |              |              |  |
|  | Melville Spence  | Melville Spence  | Melville Spence  | 1           | 3           |  |  |               |                  |                  |               |               |   |    | 4            | Joan Balcells | 6            | 5            | 7            |  |
|  | Lucas Arnold Ker | Lucas Arnold Ker | Lucas Arnold Ker | 6           | 7           |  |  |               |                  | 5                | Harel Levy    | 3             | 7 | 64 |              |               |              |              |              |  |
|  | Miguel Tobon     | Miguel Tobon     | Miguel Tobon     | 1           | 64          |  |  |               | Lucas Arnold Ker | 7                | 3             | 4             |   |    |              |               |              |              |              |  |
|  | 5                | Harel Levy       | Harel Levy       | 7           | 6           |  |  | 5             | Harel Levy       | 5                | 6             | 6             |   |    |              |               |              |              |              |  |
|  |                  | Ruben Tolles     | Ruben Tolles     | 5           | 1           |  |  |               |                  |                  |               |               |   |    |              |               |              |              |              |  |